# Paradaemonia balsasensis
Paradaemonia balsasensis is een vlinder uit de familie nachtpauwogen (Saturniidae), onderfamilie Arsenurinae.
De wetenschappelijke naam van de soort is voor het eerst geldig gepubliceerd door C. Mielke & Furtado in 2005.